# „Säuberung“ in der irakischen Baath-Partei 1979
Die „Säuberung“ in der irakischen Baath-Partei 1979 (arabisch تطهير حزب البعث), auch das „Genossenmassaker“ genannt, war eine öffentliche politische Säuberung der Irakischen Baath-Partei, welche am 22. Juli 1979 von dem damaligen Präsidenten Saddam Hussein, 6 Tage nach seiner Amtseinführung am 16. Juli 1979 durchgeführt wurde.
Es wurde für den 22. Juli in der Al-Khuld-Theaterhalle in Baghdad eine Parteikonferenz einberufen, bei der 68 hochrangige Parteimitglieder verhaftet wurden, von denen kurze Zeit später 21 hingerichtet wurden.
Die Liste der betroffenen Personen umfasste vor allem jene Mitglieder, die Saddam Hussein bei seinem Aufstieg entgegenstanden, unter anderem Muhyi Abdul-Hussein Mashhadi, der ehemalige Sekretär des Präsidenten, welcher, nach Folter, vor versammelter Menge ein Geständnis ablegte und zugab sich gegen Saddam Hussein verschworen zu haben. Daraufhin rief Saddam Hussein die Namen von über 60 Parteimitgliedern auf, welche aus der Halle gebracht und verhaftet wurden.